# 9:05
《9:05》是亚当·卡得于2000年开发的文字冒险游戏。游戏中玩家作出的不同的选择会影响游戏的主人翁最终命运。游戏的开头是游戏的主人翁接到一通提醒电话，呼叫他出上班。玩游戏所需要的时间非常短，情节也相当简单，所以可以作为文字冒险游戏初此玩家的入门游戏。此游戏也被许多以英語為第二語言或外語的教师使用来帮助学生提升英语水平。

## 情节
游戏的玩家采用文本输入的方式来操控游戏主人翁的一举一动。例如输入“开门”（open door）后，游戏的主人翁就会开门。整个游戏都是通过文本输入的方式完成，并且可以在5分钟内完成整个游戏。
游戏的主人翁接到一通上司的电话，提醒他不要迟到，赶紧上班去。上司大声斥责主人翁，说如果他还是不准时上班就会被公司开除。主人翁马上梳洗并且换了干净的衣服，开车到了公司后，主人翁在办工桌上填写了一份表格。在递交表格时，主人翁的上司问他“你到底是谁？”（“Who the hell are you?”）後游戏就结束了。这时新闻报道有一名杀人犯杀了人后把尸体隐藏在床底下后换了干净的衣服去了被害者的工作场所。杀人犯现在正在以精神不正常的理由要求被判无罪。 第二次玩家可以选择起身后看看床底下，并且发现尸体后察觉有人被杀，然后开车逃跑（不是到被害人公司）。

## 开发过程
游戏是由亚当·卡得于2000年开发。亚当·卡得开发游戏是要回应在Usenet上的一则有关文字冒险游戏到底是要以简单还是复杂的文字的方式呈现争议的贴文。亚当说游戏被作为初次玩文字冒险游戏的玩家的入门游戏是意料之外的收获，当初编辑游戏只是要参该鲜为人知争议的讨论而以。

## 评价
《9:05》被认为非常适合初次玩文字冒险游戏玩家。许多评论员称该游戏是有史以来最好的文字冒险游戏之一。杰伊游戏评论员杰伊称游戏非常适合一般业余玩家，玩得非常愉快。Rock, Paper, Shotgun的评论员亚当·斯密斯称玩游戏所需要的时间非常短，情节也相当简单，所以可以作为初次玩文字冒险游戏玩家的入门游戏。PC Gamer评论员理查特称赞游戏非常精明地玩弄玩家先入为主的观念来传达讯息。阿纳斯塔西娅·萨尔特在自己出版的冒险游戏书中提到这款游戏非常具有颠覆性，也称赞游戏非常有效的玩弄玩家的欲望。《Writing for Video Games》一书中列明《9:05》为第二最著名的文字冒险游戏。
此游戏也被许多以英語為第二語言或外語的教师使用来帮助学生提升英语水平。这些教师经常使用9:05作为动词情景化的教材，这是因为《9:05》的游戏情节简单并且非常扣人心弦。